# Романовский, Владимир Вацлавович
Владимир Вацлавович Романовский (21 июля 1957, Слоним, Гродненская область — 13 мая 2013) — советский белорусский спортсмен (гребля на байдарках), олимпийский чемпион (1976), 2-кратный чемпион мира, заслуженный мастер спорта СССР (1976).

## Спортивная карьера
- Олимпийский чемпион 1976 на байдарке-двойке (с С. Нагорным) на дистанции 1000 м
- Серебряный призёр олимпийских игр 1976 (байдарка-двойка; 500 м)
- 2-кратный чемпион мира: 1981 (байдарка-двойка; 10000 м), 1982 (байдарка-четверка; 10000 м)
- Бронзовый призёр чемпионатов мира: 1977 (байдарка-двойка; 1000 м)
- Чемпион Европы среди юниоров 1975 г.
- Чемпион VII летней Спартакиады народов СССР 1979 г.
- 7-кратный чемпион СССР (1976, 1977(2), 1981, 1982, 1983, 1984).

## Награды
- Кавалер ордена Дружбы народов.
- Орден Знак почета